# Ortòsia (satèl·lit)
Ortòsia (del grec Ορθωσία) o Júpiter XXXV és un satèl·lit natural retrògrad de Júpiter. Fou descobert per un equip d'astrònoms de la Universitat de Hawaii dirigits per Scott S. Sheppard l'any 2001.

## Característiques físiques
Ortòsia és un petit satèl·lit de prop de 2 quilòmetres de diàmetre, orbita al voltant de Júpiter a una distància mitjana de 20,568 milions de km en 602,619 dies terrestres, amb una inclinació de 142° de l'eclíptica (143° de l'equador de Júpiter). La seva òrbita és retrògrada amb una excentricitat de 0,2433.
Ortòsia pertany al grup d'Ananké, un grup de satèl·lits que orbiten de forma retrògrada al voltant de Júpiter sobre el semieix major comprès entre els 19.300.000 i els 22.700.000 km, les inclinacions de 145,7° a 154,8° amb relació a l'equador de Júpiter i excentricitats entre 0,02 i 0,28.

## Denominació
El satèl·lit Ortòsia porta el nom d'una de les Hores, deesses del temps i de les estacions de l'any en la mitologia grega, filles de Temis i Zeus. D'altres satèl·lits de Júpiter porten el nom d'altres Hores, per exemple Eupòria, Sponde i Carpo.
Ortòsia rebé el seu nom definitiu el 8 d'agost de 2003, al mateix temps que altres deu satèl·lits de Júpiter i 12 de Saturn. Prèviament havia rebut la designació provisional de S/2001 J 9, que indicava que era el novè satèl·lit de Júpiter fotografiat per primera vegada l'any 2001.